# 리하르트 제드니크
리하르트 제드니크(슬로바키아어: Richard Zedník, 1976년 1월 6일~)는 슬로바키아의 은퇴한 아이스하키 선수로 포지션은 라이트윙이다. 슬로바키아 아이스하키 클럽인 SK 반스카비스트리차에서 프로 선수 경력을 시작했으며, 이후 내셔널 하키 리그(NHL)의 워싱턴 캐피털스, 카나디앵 드 몽레알, 워싱턴 캐피털스, 뉴욕 아일런더스, 플로리다 팬서스 소속으로 뛰었다. 그는 NHL 통산 745경기 출전했으며, 379득점을 기록했다.
국제 대회에 슬로바키아 국가대표로 참가하였으며, 올림픽에 3번(2006년, 2010년) 출전했다.